# Santa Cruz (Toledo District)
Santa Cruz ist ein Ort im Toledo District von Belize.

## Geografie
Der Ort liegt am Blue Creek, am Rande des Rio Blanco National Parks und der San Antonio Indian Reservation im Nordwesten des Toledo Districts zwischen Santa Elena (Rio Blanco) im Westen und San Antonio im Osten.
Von dort aus geht eine Straße nach Norden zu den abgelegeneren Dörfern um San José.

## Klima
Nach dem Köppen-Geiger-System zeichnet sich durch ein tropisches Klima mit der Kurzbezeichnung Af aus.